# Samia Manel Bezzeghoud
Samia Manel Bezzeghoud (en arabe : سامية منال بزغود), née le 29 janvier 1993 à Ain Temouchent, est une chanteuse, musicienne et slameuse algérienne. Elle est  membre cofondatrice du collectif « Awal ».  

## Biographie

### Naissance et études
Samia Manel Bezzeghoud est née le 29 janvier 1993 à Ain Temouchent et a passé une partie de son enfance à Tiaret. Elle vit actuellement à Oran, ville dans laquelle elle réside depuis ses 12 ans. 
Samia Manel a une licence en littérature anglaise. Elle a fait ses études à l'université Oran Es-Senia, et elle fait actuellement des études de management.

### Parcours associatif et artistique
Samia Manel a commencé son parcours associatif au sein de l'association AIESEC, où elle a travaillé durant deux ans au département de communication, département qu'elle a fini par présider. Elle a présidé, avec la même association, un projet d'École d'été nommé Summer Sunshine School où elle donnait également des cours d'anglais en tant que bénévole. 
Samia Manel a commencé à chanter depuis son plus jeune âge, sous l’influence de son père Mourad BEZZEGHOUD ghi lui même était musicien et écrivain. Elle a continué à faire du slam, sous le pseudo Samia Manel, en 2014.
Puis elle co-crée le Collectif « Awal » en 2016, au sein de l'Association des arts visuels et plastiques « Civ-œil ». C'est au sein de ce collectif qu'elle a eu envie de faire des vidéos engagées de slam et de chant et de monter sur scène avec ses propres écrits.
Elle se fait connaître du grand public en 2017 avec le court-métrage La rue qu'elle a coréalisé, avec la slameuse Toute Fine. Le court-métrage a eu beaucoup d'échos et a été projeté dans plusieurs événements culturels et militants, car il dénonce le harcèlement de rue. Il a été projeté, en mars 2017 à la Bourse du travail de Toulouse ainsi qu'au cinéma l’Entrepôt à Paris.   
Samia Manel donne des ateliers d'écritures et musicaux aux jeunes dans la ville d'Oran. Les ateliers sont centrés sur le slam et le contenu du programme est basé sur la conscientisation et l'acceptation de soi. Le but est de libérer la paroles des jeunes et de les amener à défendre leurs valeurs et idées à travers leurs textes.
Samia Manel fait des vidéos de chant et de slam engagées à travers lesquelles elle dénonce les discriminations à l'égard des femmes telles que le harcèlement de rue qu'elle partage sur sa page ses réseaux sociaux. 
En 2020, elle lance son podcast portant son nom de scène, où elle partage des analyses et opinions sur la santé mentale et le comportement humain. 

## Association
« Awal », qui signifie « mot » en tamazight, est le nom du collectif composé de cinq slameurs, trois hommes et deux femmes : Samia (Samia Manel), Toute fine (Zoulikha Tahar). Le collectif est né en novembre 2016, lors d'un atelier de slam organisé par la Galerie d’art Civ.œil. 
Association des arts visuels et plastiques , Civ-œil a été créée et agréée le 1er août 1997 ; elle vise à promouvoir les arts audiovisuels et les arts plastiques dans la wilaya d'Oran.